# Saint-Grégoire (Ille-et-Vilaine)
Saint-Grégoire è un comune francese di 8 805 abitanti situato nel dipartimento dell'Ille-et-Vilaine nella regione della Bretagna.

## Società

### Evoluzione demografica
Abitanti censiti